# Gekelemukpechuenk
Gekelemukpechuenk (Gekelmukpechunk), jedno od sela Lenni Lenape Indijanaca koje se nalazilo u Ohaju. Između 1770. i 1773. bilo je rezidencija Netawatweesa, glavnog poglavice plemena, od Engleza nazivan Newcomer.
Hodge piše da bi moglo biti identično sa selom White Eye's Town. Napušteno je 1773. ili 1774. a stanovnici su se preselili u Coshocton na istočnoj obali Muskinguma.
Sultzman ovo selo naziva i Newcomerstown.